# Standaardobjectief

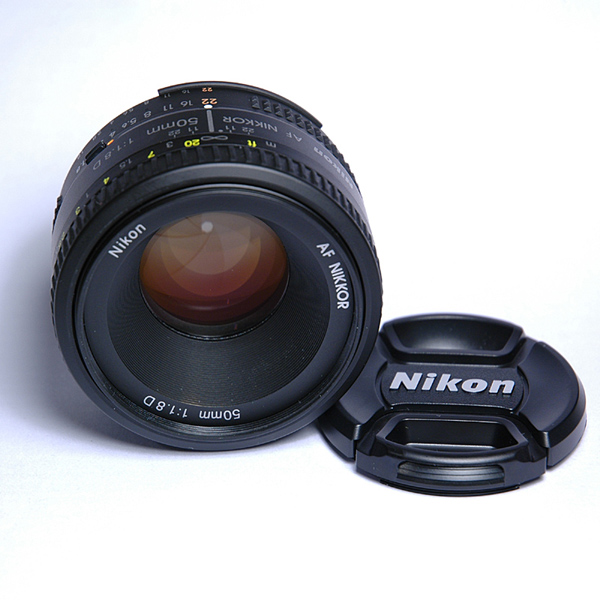
Een Nikon AF Nikkor 50mm F1.8 kleinbeeld-standaardlens.

Onder een standaardobjectief wordt in de fotografie verstaan een objectief waarvan de beeldhoek min of meer overeenkomt met die van het menselijk oog. De vuistregel voor standaardobjectieven is dat de brandpuntsafstand ongeveer overeenkomt met de diagonaal van het beeldformaat. Bij kleinbeeld is de beelddiagonaal ongeveer 43 mm, het standaardobjectief heeft hier bij spiegelreflexcamera’s echter meestal een brandpuntsafstand van 50 mm. Bij meetzoekercamera’s gebruikt men meestal 40 à 45 mm; dat geeft een iets ruimere beeldhoek, als gedeeltelijke compensatie voor de parallaxfout.